# Parroquia de Clarendon
La Parroquia de Clarendon (en inglés: Clarendon Parish) es una de las catorce parroquias que forman la organización territorial de Jamaica, se localiza dentro del condado de Middlesex.

## Demografía
La superficie de esta división administrativa abarca una extensión de territorio de unos mil ciento noventa y seis kilómetros cuadrados. La población de esta parroquia se encuentra compuesta por un total de doscientas quince mil quinientas quince personas (según las cifras que arrojaron el censo llevado a cabo en el año 2001). Mientras que su densidad poblacional es de unos ciento ochenta habitantes por cada kilómetro cuadrado aproximadamente.

## Geografía
Con una superficie de 1.196 km², es la tercera parroquia con mayor extensión territorial de toda Jamaica. La parroquia es fundamentalmente una amplia llanura, marcada por varios ríos, incluyendo el Río Miño, que corre a lo largo de la parroquia. Hacia el extremo norte de la parroquia se encuentra el monte Mocho, de 200 pies, y la cordillera Bull Head de 2800 metros, que es considerado el centro geográfico de la isla. La llanura de Vere es otra de las características geográficas significativas.